# Pont Neuf (Monet-kép)
A Pont Neuf (Le Pont-Neuf) Claude Monet festménye, amely a Dallas Museum of Art gyűjteményének része.
Monet 1871 őszén érkezett vissza Párizsba külföldről, ahova a porosz–francia háború elől menekült. A várost a háború és a Párizsi Kommün is megkímélte, de a nemzeti kormány erőteljes kézzel bánt a felkelőkkel és szimpatizánsaikkal. A festő a várost mély elkeseredésben találta. Monet egyedül ezt a képét festette ebben az évben. A Pont Neuf híven adja vissza a festő érzéseit, összehasonlítva az 1866-ban és 1867-ben készített hasonló látképeivel.
Azokat a képeket erkélyekről, a Louvre ablakaiból festette, az alatt elterülő város élő, színes és nyüzsgő volt, utcáit a nyári nap sütötte. 1871-es alkotása ezzel szemben szürke, esős időt örökít meg, feltehetően egy ismerőse lakásából vagy egy bérelt szobából készült. Nem láthatók a korábbi képeken előszeretettel megörökített műemlékek, a Panthéon vagy a Saint-Germain-l'Auxerrois templom. A trónörökös palotája alig tűnik fontosabbnak, mint a közelében álló névtelen lakóházak.
1872-ben Pierre-Auguste Renoir is megfestette a Pont Neuföt hasonló látószögből. A két képet összehasonlítva szembetűnő, hogy Renoir alkotásán minden napfényben fürdik, az alakoknak árnyékuk ad formát, míg Monet-nál a figuráknak nincsenek tulajdonságaik. IV. Henrik francia király szobra a Szajna túlpartján kisebb és távolabbi, mint a valóságban, olyan mint egy gyerekkatona. Az ég szürke, formátlan felhők fedik, a nedves kövezeten nem járni, inkább siklani látszanak az emberek és a kocsik. Többi képével összevetve könnyen belelátni a festménybe az alkotó kulturális gyászának megtestesülését.